# مری مک اوی (هنرمند)
مری آگوستا مک‌اووی خواهرزاده اسپنسر ادواردز (زاده ۲۲ اکتبر ۱۸۷۰ - درگذشته ۴ نوامبر ۱۹۴۱) یک هنرمند بریتانیایی بود که به‌خاطر نقاشی‌های پرتره، دکوراسیون داخلی و گل‌ها شهرت داشت.

## زندگی‌نامه
مک اوی در فرشفورد در سامرست به دنیا آمد و در مدرسه هنر اسلید در لندن تحصیل کرد. بین سال‌های ۱۹۰۰ و ۱۹۰۶ او یک غرفه‌دار منظم در کلوپ هنر انگلیسی جدید بود. در سال ۱۹۰۲ با هنرمندی به نام آمبروز مک اووی ازدواج کرد و در زمان مناسب از یک حرفه هنری تمام وقت دست کشید، اگرچه با همسرش حداقل در یک پروژه بزرگ کار کرد. در سال ۱۹۰۹، آمبروز مک اووی مأمور شد تا مجموعه‌ای از تزئینات کلیسای سنت کلمبا، برج بلند در دری را نقاشی کند که شامل سه اثر اصلی و بیست و دو نسخه از صحنه‌های کتاب مقدس است که توسط استادان قدیمی به تصویر کشیده شده‌است. در حالی که آمبروز سه قطعه اصلی را خلق کرد، اعتقاد بر این است که مری روی بیست و دو نسخه کار کرد، منابع مناسب را پیدا کرد، کارتون ساخت و سپس نسخه‌های بزرگ‌شده را روی صفحات مسی کلیسا نقاشی کرد.
پس از مرگ آمبروز در سال ۱۹۲۷، مری نقاشی را از سر گرفت و دوباره شروع به نمایش آثار خود کرد. بین سالهای ۱۹۲۸ و ۱۹۳۸ او دوازده اثر را در آکادمی سلطنتی لندن به نمایش گذاشت و همچنین آثاری را در سالن پاریس به نمایش گذاشت. در طول دهه ۱۹۳۰، گالری نودلرز در لندن مجموعه‌ای از پرتره‌های بیشتر زنانه از مک اوی را به نمایش گذاشت. مجموعه تیت تابلوی نقاشی داخلی: دختر در حال خواندن او در سال ۱۹۰۱ و همچنین مجسمه نیم تنه او توسط مجسمه‌ساز جاکوب اپستین را در خود جای داده‌است. هم گالری هنری مدرن شهری هیو لین در دوبلین و هم گالری هنری شهر ساوتهمپتون نمونه‌هایی از آثار بعدی او را در خود جای داده‌اند.